# Ираклий (роман)
«Ираклий» (Eraclius) — стихотворный рыцарский роман Готье из Арраса.
В герои романа выбран византийский император Ираклий I, правивший в 610—641 годах (впрочем, его биография в романе полностью вымышлена). Создание книги вписывается в те же хронологические рамки, что и творчество Кретьена де Труа, хотя у исследователей нет единого мнения о точной временной локализации творческой деятельности Готье. Книга эта очень неровна, неоднородна по составу и по тону, что даёт основание предположить, что поэт работал над своим произведением достаточно долго (примерно в 1160-1180-х).
Первая часть романа в целом повторяет сюжетную схему византийского романа «Бедный Лев».

## Содержание
Если судить по прологу, это христианско-назидательное произведение. Действительно, начало истории Ираклия напоминает популярнейший агиографический рассказ о святом Алексее. Как и в этой церковной легенде, у родителей героя не было детей, несмотря на их благочестие и примерную жизнь. Как и там, явившийся ночью ангел объявляет доброй женщине, что она станет матерью. Как и там, герой отличается исключительными способностями в учении и поражает всех своей премудростью. В романе Готье рассказывается далее, что Ираклий получил свыше замечательный дар — безошибочно выбирать лучший драгоценный камень, лучшего коня и лучшую женщину (об этом даре говорилось в таинственных письменах, обнаруженных в колыбели ребёнка, и эти письмена смог прочитать лишь сам избранник). Этот мотив тройного чудесного дара восходит к восточному сказочному фольклору и зафиксирован в цикле «Тысячи и одной ночи». После смерти мужа мать Ираклия, в экстазе благочестия, раздаёт все своё состояние и даже продаёт собственного сына на рынке рабов, чтобы полученную тысячу безантов раздать бедным. Ираклий, полный смирения, сам рад этой продаже. Юноша куплен сенешалем императора. Но долго пребывать в убожестве и унижении герою не суждено: замечательные способности юноши обращают на себя внимание, помогают ему выдвинуться, и вскоре он становится одним из ближайших советников императора Лаиса (вымышленная фигура).
Обстановка византийского двора, царящий там сложный и красочный этикет описаны подробно и увлечённо, что говорит как о большой начитанности автора (современные учёные обнаружили у него знакомство с большим числом теологических сочинений и церковных легенд, имевших хождение в ту эпоху и насыщенных сведениями о Византии), так и о его живом общении с европейцами, побывавшими на Ближнем Востоке (а таких в эпоху крестовых походов было множество).
Особенно подробно описывает Готье процедуру выбора византийским императором невесты: гонцы по всей стране созывают молодых красивых девушек из знатных семей в императорский дворец, где должны состояться выборы будущей императрицы. Претендентки съезжаются в столицу с родителями, со слугами и родственниками, наполняя город весёлым оживлением. Ираклий обходит ряды девушек и указывает Лаису самую достойную. Ею стала скромная добродетельная Атанаис (Афанасия). Здесь возникает новая тема романа, новая его сюжетная линия, которая не была предусмотрена прологом. После долгих счастливых дней в отношениях молодых супругов наступают сумерки: отправившийся в поход Лаис заточает, без всяких для того оснований, молодую жену в неприступную башню и велит надёжно сторожить её. В пространных монологах Атанаис изливает свои переживания оскорблённой гордости и чистоты.
Здесь начинается любовная история Атанаис и Паридеса, которая вносит свежую, живую струю в несколько постное повествование о добродетельном и скромном Ираклии, щедро вознагражденном Провидением за эти свои качества. Император Лаис не колеблется сурово наказать виновных. Лишь вмешательство Ираклия спасает их: император (который своей неоправданной суровостью толкнул жену в объятия любовника) прощает Атанаис, даёт ей свободу и не мешает ей и Паридесу соединиться в счастливом браке.
Этот длинный эпизод, на протяжении которого Ираклий почти не появляется на сцене, несколько неожидан в повествовании, вдохновлённом агиографическими легендами, назидательно-религиозными сочинениями, писаниями историков (Фредегария и др.), вообще ориентированном на пропаганду христианских идеалов.